# Jordan-tó (Alabama)
A Jordan-tó Alabama államban van, Elmore megyében (Amerikai Egyesült Államok). A legközelebbi település: Wetumpka.
A Jordan-tó víztározó. Területe: 28 km2, partszakaszának hossza: 302 km.

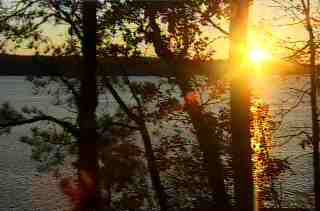
naplemente a Jordan-tónál

A víztározót és a víztározóhoz tartozó duzzasztógátat és vízierőművet (Mitchell-gát) az Alabama Power nevű vállalat hozta létre 1928-ban, a Coosa River duzzasztásával. Az Alabama Power villamos energiát állít elő, és 1,4 millió lakos áramellátását biztosítja Alabama államban. az erőmű 100 megawatt kapacitású.
A tavat tápláló folyó, a Coosa River, mely a duzzasztás után a víztározóból kifolyik.
A tó rekreációs terület, ahol lehet kempingezni és horgászni.
A tóban számos halfaj él, közöttük:harcsa, pisztrángsügér, csíkos sügér.